# TOPEX/Poseidon
TOPEX/Poseidon est un satellite d'océanographie développé conjointement par la NASA et le CNES et lancé en 1992 par une fusée Ariane 4. Son objectif était de mesurer avec une précision de quelques centimètres, par la technique d'altimétrie satellitaire, la « topographie océanique », c'est-à-dire le relief de la surface de l'océan. La mission a été une réussite totale car elle a permis durant près de 13 ans de collecter des données avec une meilleure précision que prévu. Les observations altimétriques fournies par TOPEX/Poseidon révèlent ainsi des détails précieux sur l’état dynamique de l’océan, inaccessibles par les moyens terrestres.

## Contexte
L'altimétrie satellitaire, c'est-à-dire la mesure de la hauteur instantanée de la mer à l'aide d'un radar embarqué sur un satellite artificiel fait ses premiers débuts en 1973 avec la station spatiale américaine Skylab et le satellite GEOS 3 (en). Le radar émet à une fréquence élevée des ondes vers la surface de l'océan qui sont en partie réfléchies vers l'antenne de celui-ci. La mesure du temps mis par le signal pour faire l'aller-retour permet de calculer la distance. La connaissance précise de la position du satellite permet de déduire le niveau de la mer. Le satellite expérimental Seasat lancé en 1978 par la NASA est le premier engin spatial disposant d'instruments capables de fournir des informations exploitables sur la topographie des océans. En 1981, l'agence spatiale française, le CNES, étudie l'ajout d'un altimètre baptisé Poséidon à la charge utile du satellite de télédétection optique SPOT. À la même époque, la NASA envisage de donner une suite à Seasat dont la mission est victime d'un dysfonctionnement au bout de 100 jours. Mais l'agence spatiale américaine ne dispose pas d'un budget suffisant pour développer la mission TOPEX (Topography Experiment). À compter de 1983, les deux agences entament des discussions pour mettre en commun leurs projets afin de contourner leurs contraintes budgétaires. Le projet franco-américain est finalement lancé en 1987. La NASA fournit la plateforme du satellite ainsi que 4 instruments. Le CNES fournit le lanceur ainsi que deux instruments. Pour la NASA, il s'agit de la deuxième mission, après UARS, de son programme à long terme Mission to Planet Earth dont l'objectif est d'étudier la Terre en tant que système environnemental global.

## Objectifs
L'objectif primaire de la mission TOPEX/Poseidon est de réaliser des mesures précises et détaillées du niveau de la mer à l'échelle de la planète et sur plusieurs années afin de mieux comprendre la dynamique des océans. Il est prévu que les membres de l'équipe scientifique de la mission partagent les données recueillies par le satellite avec les personnes travaillant sur le World Ocean Circulation Experiment (en) (WOCE). Ensemble, ils doivent déterminer les modalités générales de circulation dans les océans et leurs changements. Le satellite doit également permettre d'accroître notre compréhension de la manière dont l'océan stocke la chaleur du Soleil, la transporte et la redistribue. Des courants comme le Gulf Stream transportent des eaux chaudes depuis les tropiques jusqu'aux pôles où l'eau se refroidit puis plonge dans les profondeurs de l'océan. Sans la circulation océanique, la différence de température entre les eaux polaires et équatoriales serait bien plus importante. La manière dont l'eau circule dans l'océan détermine la vitesse à laquelle la chaleur est véhiculée et la manière dont les échanges d'énergie régulent le climat de la planète.
L'étude du phénomène El Niño, qui a suscité des événements climatiques catastrophiques en 1982-1983, est au programme de la mission. TOPEX/Poseidon doit améliorer la connaissance sur la circulation des couches superficielles de l'océan Pacifique permettant d'anticiper l'apparition des événements liés au El Niño. Les océans sont influencés par la gravité et la rotation de la Terre. Si la Terre ne tournait pas, la surface des océans serait à l'image de la géoïde terrestre. Mais la Terre tourne et les courants océaniques élèvent et abaissent le niveau de la mer. La différence entre la géoïde et la surface des océans est désignée sous l'appellation de topographie des océans. Les courants marins forment à la surface des collines peu élevées et des vallées de faible profondeur de la même manière que les systèmes de haute et basse pression apparaissent dans l'atmosphère. Les eaux océaniques circulent entre ces collines et de ces vallées de la même manière que le vent souffle des hautes pressions vers les basses pressions. TOPEX/Poseidon doit mesurer ces changements dans la topographie de l'océan permettant aux scientifiques de calculer la vitesse et la direction des courants marins de surface.

## Les instruments de mesure altimétrique

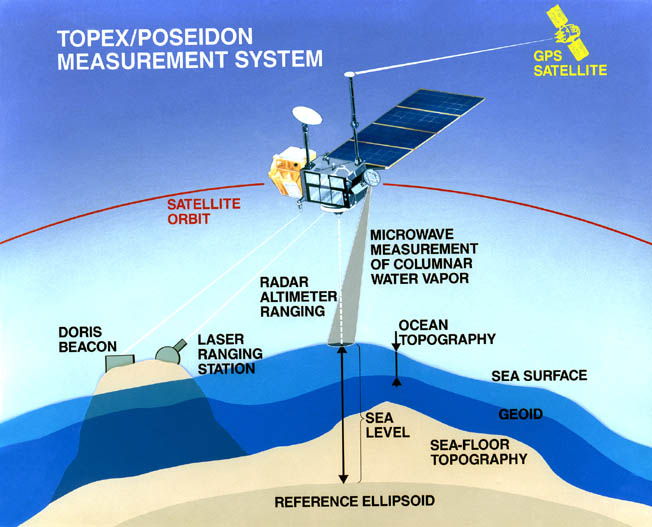
Principe de fonctionnement des instruments de TOPEX/Poseidon.

La mesure de la topographie des océans nécessite de connaître avec une extrême précision la position du satellite et de mesurer avec une égale précision la distance entre le satellite et la surface de l'océan. Le satellite combine donc deux altimètres radar dont l'un est fourni par le CNES et trois instruments utilisés pour déterminer la position du satellite et reposant sur des techniques différentes et complémentaires. 
Pour mesurer la distance entre le satellite et la surface des océans, le satellite dispose de trois instruments :
- ALT (Radar Altimeter) est un altimètre radar développé par la NASA qui dérive d'instruments proches embarqués à bord des satellites GEOS-3 (en), Seasat et Geosat. Le radar émet sur deux longueurs d'onde - 13,6 GHz en bande Ku et 5,3 GHz en bande C - pour permettre la correction du délai lié généré par la traversée de l'ionosphère. L'antenne est pointée avec une précision de 0,14° et fournit une mesure de l'altitude avec une précision de 2,4 cm. L'instrument a une masse de 230 kg et consomme 237 watts. Il utilise une antenne parabolique de 1,5 mètre de diamètre.
- TMR (TOPEX Microwave Radiometer) développé par le centre JPL de la NASA est un radiomètre émettant dans le domaine des micro-ondes dérivé d'un instrument embarqué sur le satellite Nimbus-7. Son rôle est de mesurer la quantité de vapeur d'eau présente tout au long du chemin suivi par l'onde émise par l'altimètre radar. L'objectif est de corriger le délai induit par la présence de la vapeur d'eau. Il est donc étroitement associé à l'altimètre radar.
- Poseidon-1 ou SSALT (Single-Frequency Solid-State Altimeter) est un altimètre expérimental développé par le CNES et Alcatel Alenia Space pour démontrer la faisabilité d'un instrument caractérisé par une masse et une consommation réduite, un coût faible ainsi qu'un volume de données transmis limité grâce à un prétraitement effectué par l'instrument. Les corrections du délai généré par l'ionosphère sont réalisées à l'aide du système DORIS (présenté plus loin). Poséidon utilise l'antenne parabolique de l'instrument ALT. L'instrument qui a une masse de 24 kg et consomme 49 watts effectue des mesures avec une précision de 2,5 cm. Il sera repris sur les successeurs de TOPEX/Poseidon, la série des Jason, comme instrument principal.

Les instruments suivants permettent de calculer la position du satellite : en combinant leurs données celle-ci peut être déterminée  avec une précision d'un cm :
- le système Doppler Orbitography and Radiopositioning Integrated by Satellite (DORIS) est un nouvel équipement développé par le CNES, le Groupe de recherches en géodésie spatiale (GRGS), et l'Institut national de l'information géographique et forestière (IGN). Il repose sur un réseau de 50 stations situées à terre qui émettent en permanence sur deux longueurs d'onde (2 036,25 MHz et 401,25 MHz). Le récepteur embarqué à bord du satellite mesure l'effet Doppler subi par le signal, ce qui permet de déterminer la vitesse radiale entre la station émettrice et le satellite. Le système permet de mesurer la distance entre ces deux points avec une précision supérieure à 5 cm. L'instrument DORIS a une masse de 17 kg et consomme 20 watts.
- GPSDR (GPS Demonstration Receiver) est un récepteur GPS différentiel expérimental fourni par le centre JPL de la NASA utilisant à la fois les signaux des satellites GPS et de stations terrestres relevant du Système international de référence terrestre. Ce système de positionnement permet de fournir l'altitude avec une précision de 10 cm. Le récepteur qui a une masse de 28 kg consomme 29 watts
- le rétroréflecteur laser fourni par le centre JPL est utilisé pour des mesures d'orbite par télémétrie laser sur satellites. Il s'agit d'un élément passif qui est utilisé par un réseau de 10 à 15 stations au sol équipées de laser. La mesure du temps mis par des impulsions laser émises depuis le sol et réfléchies par cet équipement pour faire l'aller-retour est utilisée pour déterminer la position du satellite.

L'évaluation de l'écart entre la topographie instantanée et la « surface moyenne océanique » (niveau correspondant à l'océan au repos, qu'on peut déduire de la moyenne sur une période assez grande) permet de déterminer les inégalités de densité de l'océan et les courants associés.

## Caractéristiques techniques du satellite
TOPEX/Poseidon utilise une plateforme développée à partir du bus Fairchild MMS (Multimission Modular Satellite) mis en œuvre par les missions Solar Maximum, Landsat 4 et Landsat 5. La plateforme de forme rectangulaire est longue de 5,5 mètres pour une hauteur de 6,6 mètres et une largeur de 2,8 mètres. Le satellite a une masse au lancement de 2 388 kg  dont 219 kg d'ergols. Quatre panneaux solaires forment une aile unique de 8,9 mètres de long pour 2,8 mètres de large et fournissent 3,4 kW. Pour les communications avec la Terre, le satellite dispose d'une antenne parabolique grand gain orientable de 1,2 mètre de diamètre et de deux antennes omnidirectionnelles. Le débit est compris entre 0,125 et 1024 kilooctets/s. Les communications passent en fonctionnement normal par le réseau de satellites de télécommunications relais TDRS de la NASA qui assurent une couverture continue grâce à leur positionnement en orbite géostationnaire. Le satellite dispose d'autres antennes qui sont utilisées par les différents instruments.

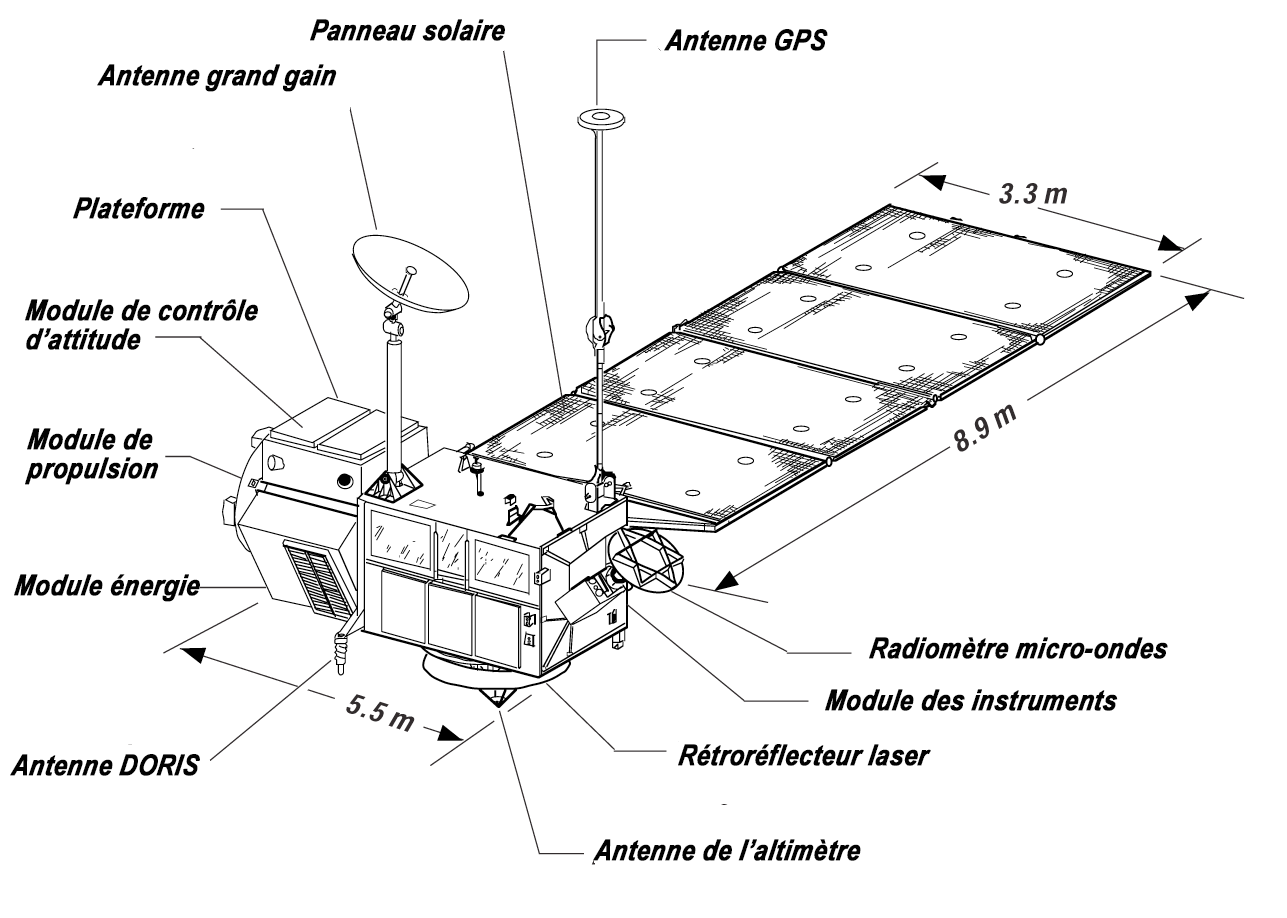
Schéma de TOPEX/Poseidon.

## Déroulement du projet et de la mission

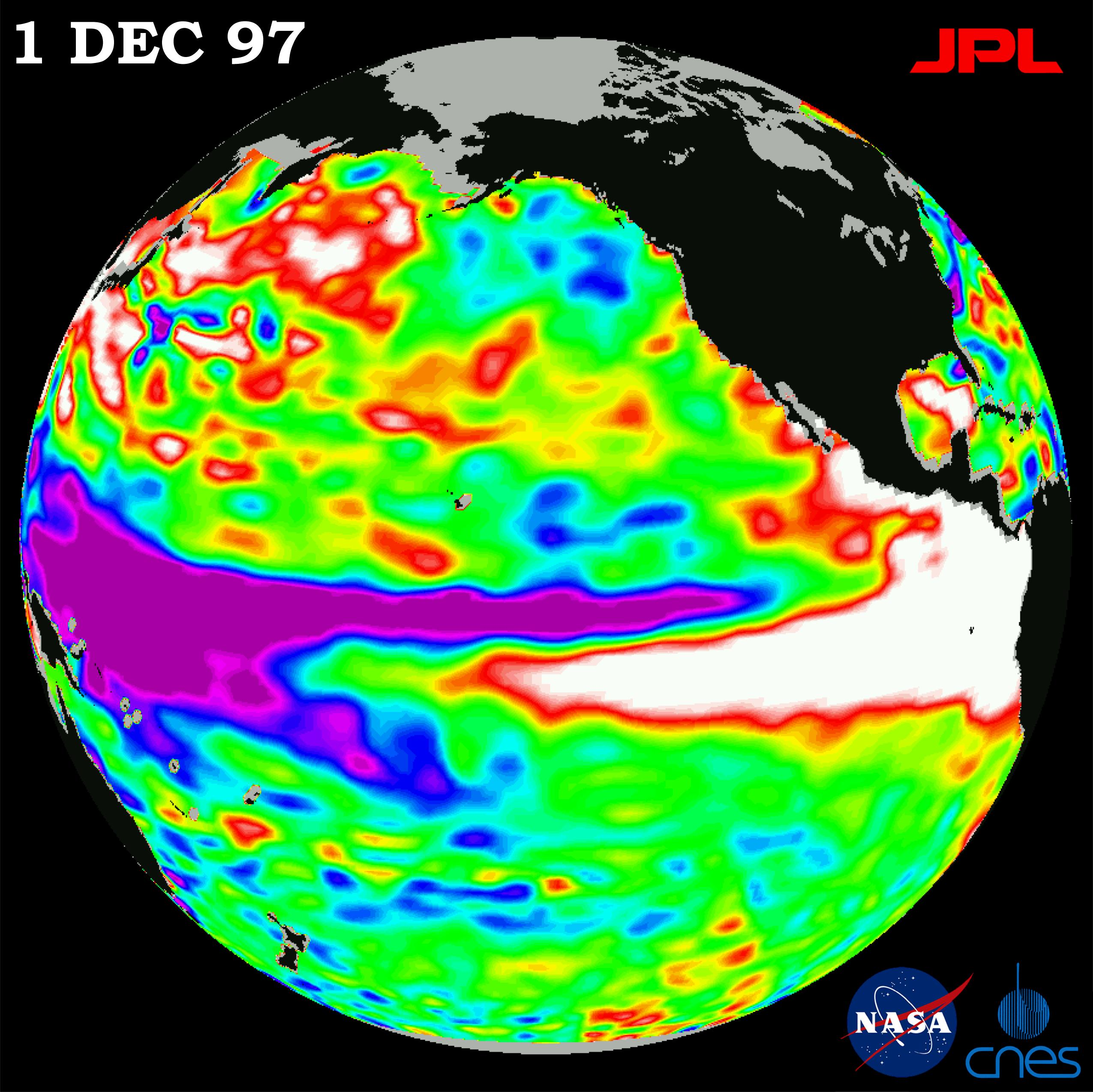
Cette carte dressée avec les données fournies par T/P met en évidence les différences de hauteur de l'Océan Pacifique générées par le courant El Niño en 1997. Les zones en blanc reflètent un rehaussement par rapport au niveau moyen compris entre 14 cm tandis que les parties en violet traduisent des dépressions d'au moins 18 cm.

Le satellite TOPEX/Poseidon est lancé le 10 août 1992 depuis la base de lancement de Kourou par une fusée Ariane 42P (vol 52). Le satellite est placé sur une orbite basse quasi circulaire de 66° d'inclinaison. Elle est toutefois suffisamment élevée (1 336 km) pour limiter les effets de la traînée atmosphérique, des variations du champ gravitationnel terrestre et réduire les manœuvres orbitales nécessaires pour maintenir le satellite sur l'orbite retenue. L'orbite est parcourue en 112 minutes et TOPEX/Poseidon repasse tous les 9 jours au-dessus du même point. Dès 1993, les données fournies par le satellite permettent d'obtenir en dix jours une meilleure précision que celles résultant des 100 années de mesures effectuée en mer auparavant. En 1994, TOPEX/Poseidon permet pour la première fois d'observer l'évolution du El Niño : les changements affectant ce courant marin situé dans le Pacifique sud ont des répercussions sur le climat de l'ensemble de la planète. En 1996, les données collectées par le satellite sont retraitées et permettent d'atteindre une précision de 2  à   3 cm contre 13 cm spécifiée dans le cahier des charges. En 1997, débute la montée en puissance du El Niño le plus puissant du siècle dont les évolutions sont suivies en quasi temps réel par TOPEX/Poseidon.
En 2001, TOPEX/Poseidon est rejoint par le premier satellite de la famille Jason qui doit lui succéder. Contrairement à son prédécesseur, Jason-1 fournit des données périodiquement actualisées toutes les 3 heures (OSDR) et tous les 2 jours (IDGR). L'orbite de TOPEX/Poseidon est décalée de manière que le satellite et Jason-1 balaient simultanément la même zone en étant écartés de 158 km à l'équateur. En 2002, le satellite permet d'observer un El Niño avorté. Début 2005, une des roues de réaction permettant au satellite de contrôler son orientation tombe en panne et ne peut être remise en marche malgré plusieurs tentatives des ingénieurs de la NASA. Après plus de 13 ans de fonctionnement, c'est la fin de la mission car cela condamne le satellite à retomber, et se consumer, dans l'atmosphère.

### Les successeurs de TOPEX/Poseidon
La série des satellites franco-américains Jason, prend la suite de TOPEX/Poseidon et assure la continuation du suivi océanographique entamé par TOPEX/Poseidon. Après Jason-1 lancé le 7 décembre 2001, Jason-2 est mis en orbite le 20 juin 2008. Jason-3 est mis en orbite le 17 janvier 2016 par un lanceur Falcon-9, de SpaceX. Ensuite, Sentinel-6 Michael Freilich (mission "Jason-CS" A (Continuity of Service) est lancé le 21 novembre 2020, avant son double, Sentinel-6B vers 2025. Le satellite SWOT; avec pour maitre d'oeuvre Thales Alenia Space; semble être son dernier successeur en date. Lancé le 16 décembre 2022, SWOT dispose d'un instrument inédit qui promet aux chercheurs, en océanographie et en hydrologie, des mesures encore jamais réalisées sur le niveau de l’eau. La suite est à l'étude.

## Résultats
TOPEX/Poseidon a révolutionné la manière d'étudier l'océan en permettant de mettre en évidence pour la première fois les cycles saisonniers et autres phénomènes transitoires qui affectent les mers. Le satellite a fourni des données d'une grande précision qui ont permis tester les modélisations de la circulation océanique. D'importants progrès ont été réalisés grâce à TOPEX/Poseidon dans les domaines suivants :
- la circulation des océans y compris l'onde de Kelvin et l'onde de Rossby,
- les marées océaniques et côtières,
- les courants El Niño, La Niña ainsi que l'Oscillation décennale du Pacifique. Ces phénomènes ont des conséquences météorologiques et économiques qui s'étendent à pratiquement toute la planète.
- les courants marins analogues au El Niño circulant dans l'Océan Atlantique,
- les saisons océaniques en Mer Méditerranée,
- la topographie du fond des océans déduite de celle de la surface qui a permis de définir de manière plus précise la forme du géoïde terrestre,
- l'évolution du niveau moyen des océans sous l'effet du réchauffement climatique (voir Élévation du niveau de la mer), et sur le phénomène de couplage océan-atmosphère.

TOPEX/Poseidon a aussi permis de mettre en place le premier système opérationnel de prévision océanique, Mercator Océan.